# 林肯萊姆：追捕骨頭收藏家
《林肯萊姆：追捕骨頭收藏家》（英語：Lincoln Rhyme: Hunt for the Bone Collector）是一部美國犯罪影集，是 NBC 2019-2020的跨年度影集。本剧改編自傑佛瑞·迪佛的「神探萊姆系列」小說和電影《人骨拼圖》。2020/1/10首播，2020/3/13播出最終集。NBC 在 2020 年 6 月 10 日宣布取消本劇。